# Iolanda
Iolanda Costa (nascuda el 4 de novembre de 1994), coneguda monònimament com a iolanda, és una cantant i compositora portuguesa. Es va donar a conèixer per la seva participació a la primera temporada del programa Uma canção para ti, emès per TVI el desembre de 2008. Costa va representar Portugal al Festival de la Cançó d'Eurovisió 2024 amb la cançó "Grito".

## Primers anys
Iolanda va néixer l'any 1994 a Figueira da Foz, però de petita es va traslladar a Pombal. Des de ben petita va revelar una gran passió per la música, i la seva vocació no va passar desapercebuda pels seus pares, que la van enviar a estudiar música a Tecnimúsica, una escola de Pombal, i més tard al Conservatori. Als 17 anys es va traslladar a Lisboa on es va graduar en Ciències de la Comunicació per l'Institut Superior de Ciències Socials i Polítiques. Va intentar actuar en bars i concursos de talent com a porta d'entrada, després es va traslladar a Londres, on va estudiar composició a l'Institut Britànic i Irlandès de Música Moderna, a la Universitat de Sussex.

## Carrera musical

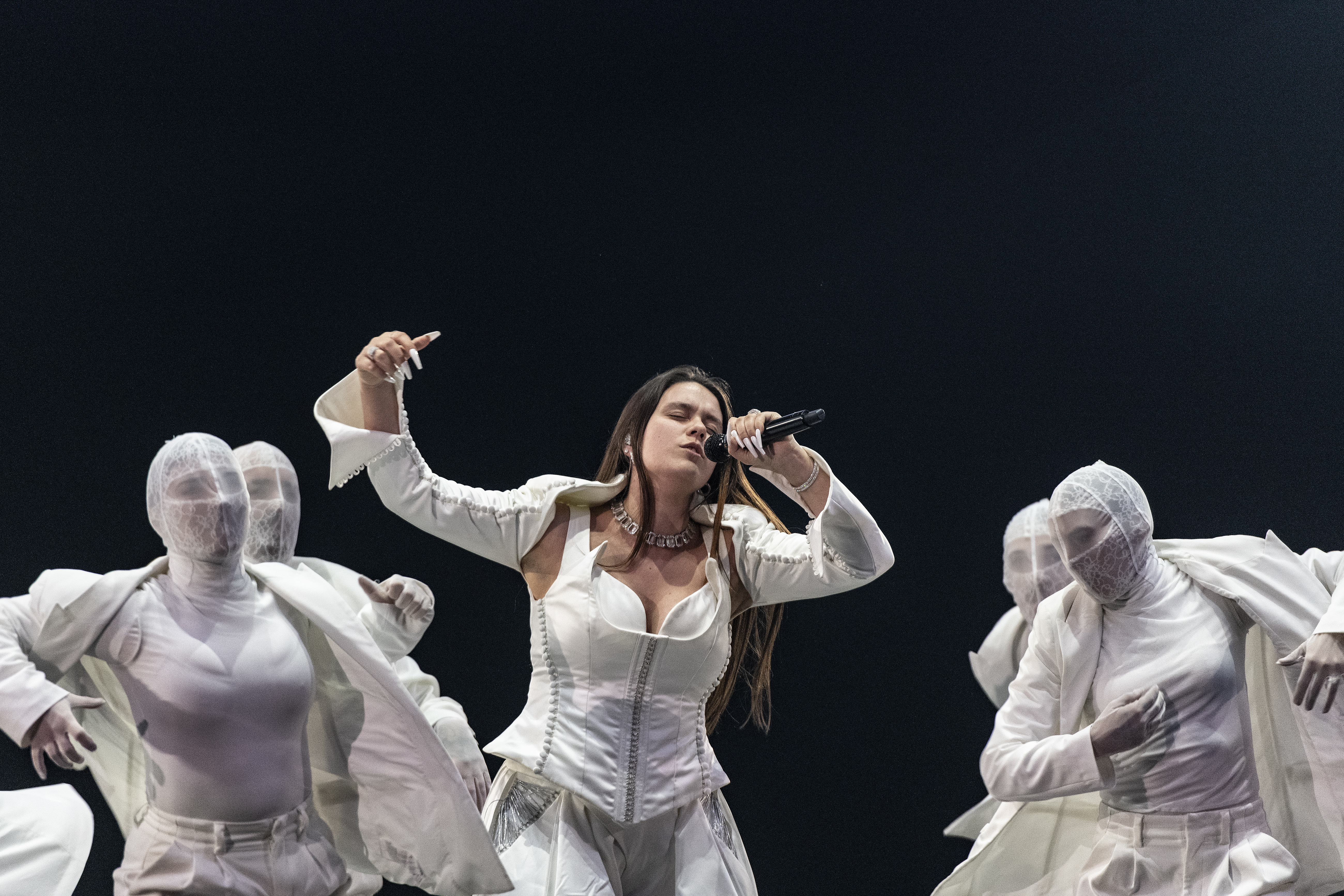
Iolanda al Festival de la Cançó d'Eurovisió 2024.

Amb 14 anys, Iolanda va participar en la primera edició del talent show Uma canção para ti, emesa per TVI el desembre de 2008 i va ser eliminada a la segona gala, sense arribar a la final. L'any 2012, amb 17 anys, va tornar a provar sort en un programa de televisió, aquest cop a la 5a temporada d'Ídolos, a la SIC, però no va arribar a l'escenari de gala en directe.
L'any 2014, Iolanda va pujar a l'escenari de les Proves a cegues de la segona temporada de The Voice Portugal, a RTP1, però la seva interpretació de "Who You Are", de Jessie J, no va impressionar a cap dels quatre mentors. El 2022, va debutar al Festival RTP da Canção, la selecció portuguesa per al Festival d'Eurovisió, com a coautora i cocompositora de la cançó "Mar no fim", interpretada per Blacci. L'any 2023, Iolanda va publicar el seu primer EP, titulat Cura, que va escriure durant la pandèmia de la COVID-19.
El 2024, Iolanda va ser seleccionada per competir al Festival da Canção 2024 amb la cançó "Grito"; el 24 de febrer de 2024, va aconseguir el seu lloc a la final, finalment va guanyar el festival i va representar Portugal al Festival de la Cançó d'Eurovisió 2024. El 29 de març de 2024, diversos participants, inclosa Iolanda, van publicar una declaració conjunta demanant "un alto el foc immediat i durador" a Gaza, així com "el retorn segur de tots els ostatges".